# مانويل أورانتس
مانويل أورانتس (بالإسبانية: Manuel Orantes)‏ (ولد في 6 فبراير 1949، في غرناطة، إسبانيا). هو لاعب كرة مضرب معتزل.